# Robert Beck
Robert Beck (San Diego, 30 de dezembro de 1936 – San Antonio, 2 de maio de 2020) foi um pentatleta e esgrimista estadunidense. 

## Carreira
Beck representou seu país nos Jogos Olímpicos de 1960 e 1968, na qual conquistou a medalha de bronze, no individual e por equipes, em 1960. 

## Morte
Morreu no dia 2 de maio de 2020 em um hospital de San Antonio, aos 83 anos, devido à COVID-19 enquanto tratava de um ferimento na cabeça.